# كيرستي جيمس
كيرستي جيمس (بالإنجليزية: Kirstie James) هي دراجة نيوزيلندية، ولدت في 25 مايو 1989 في أوكلاند في نيوزيلندا.

## سجل الفوز

### سباقات أو مراحل فاز بها
| التاريخ | السباق | المركز |
| ------- | ------ | ------ |

## وصلات خارجية
- كيرستي جيمس على موقع أرشيف الدراجات (الإنجليزية)
- كيرستي جيمس على موقع إحصائيات الدراجات الإحترافية (الإنجليزية)
- كيرستي جيمس على موقع أوليمبيديا (الإنجليزية)
- كيرستي جيمس على موقع اللجنة الأولمبية النيوزيلندية (الإنجليزية)